# Phoebis agarithe
Espèce
Phoebis agarithe est une espèce d'insectes lépidoptères (papillons) de la famille des Pieridae, de la sous-famille des Coliadinae et du genre Phoebis.

## Dénomination
Phoebis agarithe a été nommé par Jean-Baptiste Alphonse Dechauffour de Boisduval en 1836.

### Noms vernaculaires
Phoebis philea se nomme Orange Giant Sulphur  en anglais.

### Sous-espèces
- Phoebis agarithe agarithe - Mexique et Texas.
- Phoebis agarithe antillia Brown, 1929 - Martinique et Haïti.
- Phoebis agarithe fischeri (H. Edwards, 1883) - Californie
- Phoebis agarithe maxima (Neumoegen, 1891) - Floride
- Phoebis agarithe pupillata Dillon, 1947 - République dominicaine.
- Phoebis agarithe tumbesina Lamas, 1981 - Pérou[1].

## Description
Phoebis agarithe est un moyennement grand papillon (son envergure varie de 57 à 86 mm) au dessus de couleur jaune orange unie. Les femelles peuvent être semblables ou de couleur blanc rosé. Une forme d'hiver porte de fines marbrures marron.

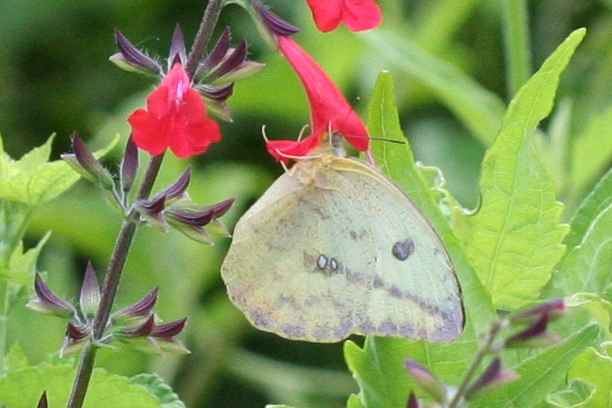
femelle, forme blanc rosé.

### Chenille
Elle est vert jaune avec une ligne jaune sur le flanc.

## Biologie
C'est un migrateur vers les États au nord du Texas, de la Floride et de la Californie.

### Période de vol et hivernation
Il vole toute l'année au Texas et en Floride.

### Plantes hôtes
Les plantes hôtes de la chenille sont des Inga dont Inga vera et des Pithecellobium dont Pithecellobium guadelupense (et Pithecellobium unguis-cati ainsi que Callandra tergemina à la Martinique),.

## Écologie et distribution
Ce papillon est résident dans tout le sud de l'Amérique du Nord, sud des USA Californie, Arizona, Nouveau-Mexique, Kansas, Missouri et tout particulièrement en Caroline du Nord, au Texas et en Floride, au Mexique, à la Martinique et à Haïti pour Phoebis agarithe antillia, en République dominicaine pour  Phoebis agarithe pupillata, et en Amérique du Sud au Venezuela, en Colombie et au Pérou pour Phoebis agarithe tumbesina.
Il est migrateur plus au nord dans le centre des USA.

### Biotope
Il réside dans les lieux ouverts dont les bords de routes et les jardins, les mornes de la Martinique.

### Protection
Pas de statut de protection particulier.